# Hydrornis schwaneri
Hydrornis schwaneri là một loài chim trong họ Đuôi cụt. Loài này chỉ được tìm thấy ở Borneo. Trước đây loài này được coi là cùng loài với đuôi cụt sọc Java và đuôi cụt sọc Malaya. Cùng nhau, chúng đã được gọi bằng tên chung là đuôi cụt dải sọc.